# Canon EOS 5D Mark II
Canon EOS 5D Mark II — це повнокадрова цифрова однооб’єктивна дзеркальна фотокамера із роздільною здатністю 21,1 мегапікселя, компанії Canon. Перша фотокамера Canon EOS із можливістю запису відео. Камера прийшла на зміну EOS 5D і була анонсована 17 вересня 2008 року. 
2 березня 2012 року Canon анонсувала наступника камери: Canon EOS 5D Mark III. 24 грудня 2012 року японський сайт Canon перемістив камеру до свого списку «Старих продуктів», фактично припинивши виробництво камери.  

## Покращення в порівнянні з оригінальною EOS 5D
- 21,1 мегапікселя (5616 × 3744 пікселя) порівняно з 12,8 мегапікселів (4368 × 2912 пікселів).
- Процесор зображень DIGIC 4 .
- 100–6400 ISO (з можливістю розширення до L (50), H1 (12800), H2 (25600)), порівняно зі 100–1600 (з можливістю розширення до L (50), H (3200)).
- Безперервна зйомка зі швидкістю 3,9 кадру на секунду (78 JPEG або 13 Raw в одній серії) порівняно з 3 кадрами/с (60 JPEG або 17 Raw).
- Режими Small Raw: режим sRAW1 (10 мегапікселів/3861 × 2574 пікселів), режим sRAW2 (5,2 мегапікселя/2784 × 1856 пікселів).
- 98% покриття видошукача зі збільшенням 0,71× порівняно з 96% покриттям.
- Більший 3" (76 мм)  РК- дисплей із 920 000 пікселів у порівнянні з 2,5" (64мм).
- Акумулятор LP-E6 на 1800 мАг порівняно з BP-511A на 1390 мАг.

| Характеристика            | Canon EOS 5D                | Canon EOS 5D Mark II             |
| ------------------------- | --------------------------- | -------------------------------- |
| Рік                       | 2005                        | 2008                             |
| Розмір сенсора            | 35,8×23,9 мм                | 36×24 мм                         |
| Розширення сенсора        | 12,8 Мп                     | 21,1 Мп                          |
| Процесор                  | Digic II                    | Digic 4                          |
| Діапазон чутливості ISO   | 100—1600 (50—3200)          | 100—6400 (50—25600)              |
| Серійна зйомка            | 3 кадра в секунду           | 3,9 кадра в секунду              |
| Діагональ LCD-дисплея     | 64 мм                       | 76 мм                            |
| Площа покриття видошукача | 96%                         | 98%                              |
| Батарея                   | BP-511A                     | LP-E6                            |
| Зйомка відео              | немає                       | Full HD                          |
| Компенсаця експозиції     | +/-2 EV                     | +/-2 EV                          |
| Накопичувач               | CF (Type I, II, Microdrive) | CF (Type I, II, Microdrive) UDMA |

## Нові можливості
- Запис відео у форматі Full HD 1920×1080 і SDTV у 640×480.
- Монофонічний мікрофон для аудіо під час запису відео, динамік для відтворення та роз'єм мікрофона для підключення зовнішнього стереомікрофона
- Попередній перегляд у реальному часі з можливістю «моделювання експозиції» (керування повним попереднім переглядом експозиції за допомогою ExpSim LV, вперше для відео в зеркальних камерах)
- Попередній перегляд у реальному часі з контрастним автофокусом
- Відеовихід HDMI для попереднього перегляду або відтворення кліпів і зображень на зовнішньому моніторі через порт MiniHDMI (типу C)
- Система ультразвукової очистки сенсора
- Програмне забезпечення для керування батареєю

5D Mark II є першою камерою в лінійці EOS, яка мала функцію запису відео. Фотозйомка під час запису відео можлива, але камера призупиняє запис відео, доки не буде знято останній кадр. 
Новий літій-іонний акумулятор для 5D Mark II (LP-E6) має ємність 1800 мАг . Кожна батарея містить мікрочіп з унікальним ідентифікатором, який повідомляє про стан заряду та стан батареї для відображення на камері. На екрані «Інформація про акумулятор» 5D Mark II можна відстежувати стан акумулятора та історію зйомки для шести акумуляторів LP-E6. 

## Відеозапис
Хоча Nikon D90 була першою цифровою дзеркальною фотокамерою, яка знімала HD відео, а Panasonic GH1- першою БЗК, яка була здатна записувати 1080p/24 до того, як 5D Mark II був анонсований. 5D Mark II була першою повнокадровою дзеркальною фотокамерою, яка записувала відео 1080p .  Завдяки цим функціям Canon 5D Mark II зміг конкурувати з цифровими відеокамерами високого класу, доступними на той час. Його випуск започаткував тенденцію «революції дзеркальних фотокамер», яка суттєво змінила світ відео продакшену на найближчі роки.  Невдовзі Canon PowerShot SX 1 IS показав можливість зйомки відео 1080p у псевдоздзеркальній камері . 
Зйомка відео зі співвідношенням сторін 16:9 дуже схожа на співвідношеня у VistaVision 8/35 . Зображення 21-мегапіксельного сенсора зменшується до роздільної здатності FullHD, використовуючи лише кожен третій рядок і 4:2:0 субдискретизацію , що іноді створює муар в записаному відео. 
Відеофайли обмежені розміром до 4 ГБ, приблизно 12 хвилин 1080p HD або 24 хвилини SD (640 x 480). Ці обмеження пов’язані з максимальним розміром файлу 4 ГБ, який підтримується форматом файлової системи FAT32, який використовується на картках Compact Flash. Камера також має обмеження максимальної тривалості у 29 хвилин 59 секунд, якщо ліміт у 4 ГБ ще не досягнуто.  Відео та аудіо записуються у файли MOV з відео кодеком H.264/MPEG-4 (Base Profile @ L5) і нестисненим 48 кГц/16-біт PCM аудіо. Бітрейт для 1080p становить приблизно 38 мегабіт на секунду (4,8 Мбайт/с), а для SD – приблизно 17 мегабіт на секунду (2,2 Мбайт/с).  Незважаючи на те, що вбудований мікрофон монофонічний, можливий записи стереозвуку через аудіовхід. Присутній Rolling shutter.

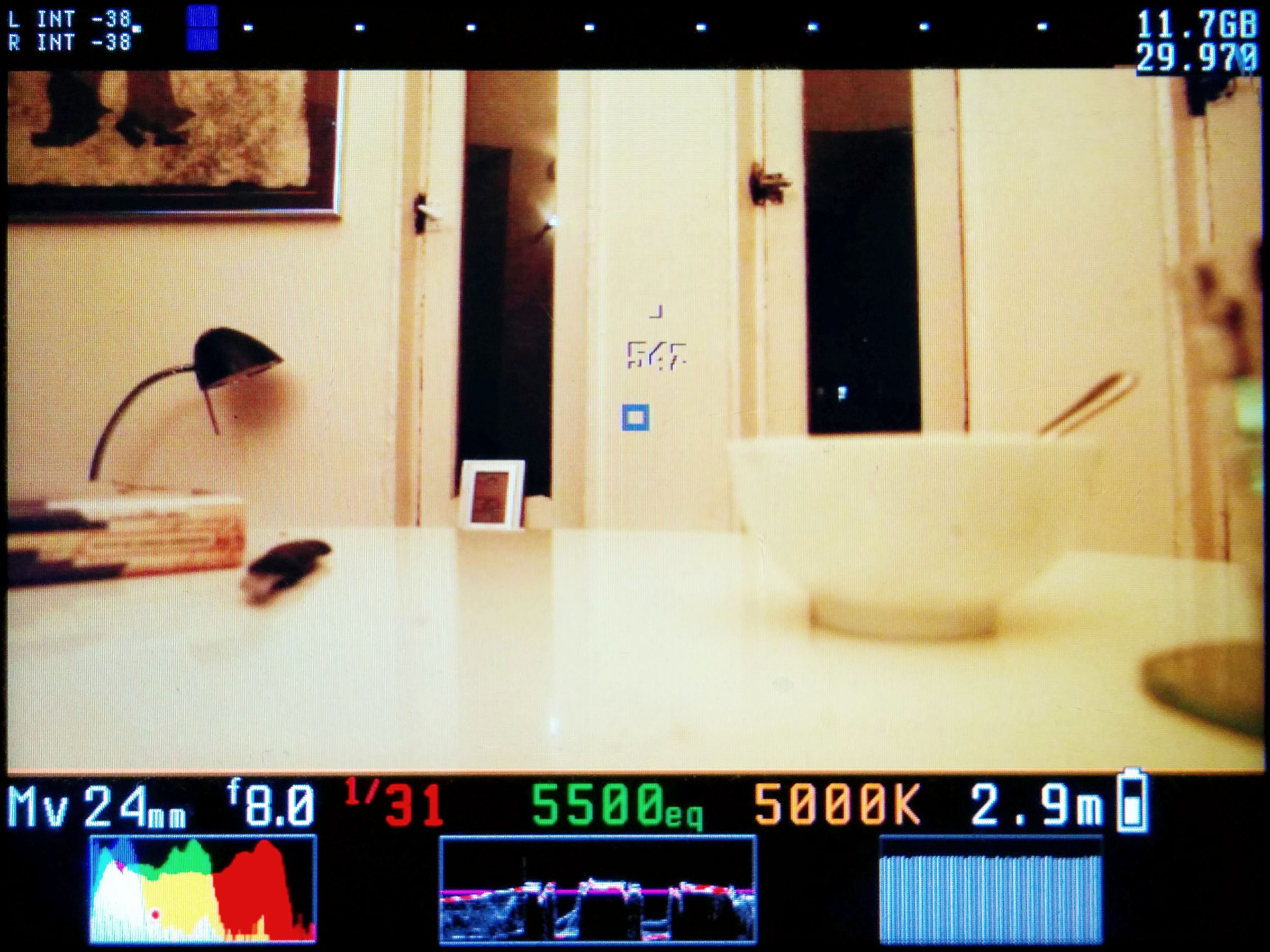
Інтерфейс Magic Lantern на екрані Live View 5D Mark II

Протягом перших вісімнадцяти місяців після випуску камера могла записувати відео лише 30 кадрів на секунду (30p). 15 березня 2010 року компанія Canon випустила оновлення програмного забезпечення камери, яке додавало режим 25p для сумісності з форматом PAL і режиму 24p для сумісності з кінокамерами. 
Оновлення ПЗ також змінило режим 30p для запису 29,97 кадрів/с, а новий режим 24p фактично записує 23,976 кадрів/с, щоб мати частоту кадрів, сумісну з системою NTSC . Також оновлення додало ручне керування рівнями запису звуку.

## Кіно і телебачення
Фільми та телепередачі, для зйомки використовувався Canon 5D Mark II, включають (у порядку випуску):
- Гран - прі зі снукеру в перший тиждень вересня 2009 року було першою програмою BBC, яка використовувала камеру.
- Відкриття 35-го сезону суботнього вечора в прямому ефірі NBC, перша трансляція відбулася 26 вересня 2009 року. Камеру разом із Canon 7D використовували завдяки її розмірам, які дозволяли вести приховану зйомку на вулицях Нью-Йорка. [14]
- Кліп японського гурту Sakanaction - Aruku Around (2010), переможець 14-го Японського фестивалю медіа-мистецтва, було знято одним кадром камерою Canon EOS 5D Mark II. [15] [16]
- Епізод Доктора Хауса «Допоможи мені», трансльований Fox 17 травня 2010 року, був повністю знятий на Canon 5D Mark II. [17] [18] [19] Частини сьомого сезону також були зняті за допомогою 5D Mark II. [20]
- Комедійний серіал BBC Two Shelfstackers, вперше показаний 4 вересня 2010 року, є першою програмою BBC, повністю знятою камерою. Спочатку корпорація відмовилася від його використання через «недостатню якість», але директор серіалу Дом Бріджес переконав її. Усі шість епізодів серіалу були зняті на камеру із загальним бюджетом £160 000. [21]
- The Road to Coronation Street, трансляція BBC Four 16 вересня 2010 року, є першою британською теледрамою, знятою на Canon 5D Mark II. Оператор був вражений і планує використати камеру в сьомій серії драми BBC One Hustle . [22]
- Короткометражний фільм 2011 року «Scenes from the Suburbs» режисера Спайка Джонзе використовував версію камери, модифіковану для використання об’єктивів Panavision для зйомки всіх нічних сцен разом із 35-міліметровою плівкою, яка використовується для денних сцен. [23]
- Перезавантажений телесеріал Hawaii Five-0[24]
- Турецький серіал Bir Ankara Polisiyesi. [25]
- Фільм Act of Valor[en] «Акт доблесті» 2012 року був знятий за допомогою Canon 5D Mark II.
- (Розмірності), британський науково-фантастичний художній фільм 2011 року, відзначений багатьма нагородами, був знятий за допомогою Canon 5D Mark II за «нижчою ціною, ніж накидка Бетмена» (less than the price of Batman's cape). [26]
- Повідомляється , що в «Месниках» від Marvel є кілька знімків Canon 5D MkII. [27]
- Department, боллівудський фільм 2012 року, як повідомляється, був знятий за допомогою Canon 5D Mark II [28]
- ПараНорман, 3D-анімаційний пригодницький фільм жахів 2012 року, створений компанією LAIKA, Inc., був знятий на шістдесят камер Canon 5D Mark II. [29]
- Френсіс Ха, американський комедійно-драматичний фільм 2012 року, знятий оператором Семом Леві, був знятий у цифровому чорно-білому режимі за допомогою Canon 5d Mark II. [30]
- Нірель[en], режисера Ранджит Баджпе, було знято за допомогою Canon 5D Mark II. [31]
- «Втеча із завтрашнього дня», художній фільм 2013 року, був знятий двома камерами Canon 5D Mark II у Діснейленді . [32]
- Президентський портрет Барака Обами у 2009 році був зроблений на Canon 5D Mark II, що робить його першим офіційним президентським портретом, зробленим цифровою камерою . [33]

## Оновлення прошивки камери
| Версія | Дата            | Що змінено |
| ------ | --------------- | --- |
| 1.0.7  | 7 січня 2009    | Виправлена проблема з появою чорних пікселів та вертикальних смуг на зображеннях |
| 1.1.0  | 2 липня 2009    | Додана можливість змінювати параметри діафрагми, витримки та ISO під час запису відео |
| 1.2.4  | 17 грудня 2009  | Додана підтримка бездротового передатчика WFT-E4 II Виправлена проблема з появою шумів на зображеннях при зйомці з ручною витримкою (Bulb) |
| 2.0.3  | 16 березня 2010 | Додана можливість зйомки відео у форматі 1080p для стандартів NTSC 29,97 к/c, PAL 25 к/c та 29,976 к/c. Додане ручне керування рівнем запису звуку (64 рівня) Додані гістограми при запису відео Підвищена частота дискретизації звуку з 44.1 кГц до 48 кГц                                          |
| 2.0.4  | 19 березня 2010 | Виправлення повʼязані зі записом звуку, які зʼявились після релізу версії 2.0.3 |
| 2.0.8  | 19 жовтня 2010  | Виправляє ряд помилок, шо виникають в деяких ситуаціях |
| 2.0.9  | 30 травня 2011  | Покращення продуктивності камери при використанні карт памʼяті стандарта UDMA 7 Виправлення помилки, коли стабілізатор в обʼективі переставав працювати при ввімкненій опціі C.FN III-2 (5: IS start) Виправлення помилок у арабській, португальській, іспанській та тайській мові інтерфейсу камери |
| 2.1.1  | 14 березня 2011 | Виправлення проблеми, коли серійна зйомка припинялась при ввімкненому брекетінгу експозиції (AEB) Виправлення орфографічних помилок у голландській мові інтерфейсу |
| 2.1.2  | 29 лютого 2012  | Покращення продуктивності камери при використанні деяких карт памʼяті стандарта UDMA 7 |

## Зовнішні посилання
1. ↑  キヤノン：一眼レフカメラ／ミラーレスカメラ EOS｜旧製品
2. ↑  Zhang, Michael (24 грудня 2012). End of an Era: Canon Officially Adds the 5D Mark II to Its Discontinued List. petapixel.com. Процитовано 29 грудня 2012.
3. ↑  Jacobowitz, P.J. (17 вересня 2008). New Canon EOS 5D Tries to One-Up Nikon in Video. PC Magazine. Процитовано 13 жовтня 2008.
4. ↑  Canon EOS 5D Mark II: 21MP and HD movies. Digital Photography Review. 17 вересня 2008. Процитовано 13 жовтня 2008.
5. ↑  EOS 5D Mark II: Battery Management with the New LP-E6 Battery. Canon. Процитовано 24 жовтня 2008.
6. ↑  Canon EOS 5D Mark II Hands-on. Архів оригіналу за 9 березня 2016. Процитовано 2 січня 2009.
7. ↑  Nuska, Petr (2018). The DSLR Revolution and its Impact on Documentary and Ethnographic Filmmaking. Visual Ethnography. 7 (2): 24—44. doi:10.12835/ve2018.1-0111. Процитовано 16 вересня 2020.
8. ↑  Five key digicam trends for 2009. Архів оригіналу за 24 січня 2009. Процитовано 23 січня 2009. [Архівовано 2009-01-24 у Wayback Machine.]
9. ↑  The 5D MarkII Handbook of facts. cinema5d.com. 4 грудня 2008. Архів оригіналу за 19 січня 2013. Процитовано 8 квітня 2009. [Архівовано 2013-01-19 у Archive.is]
10. ↑  Coldewey, Devin (4 грудня 2008). For image quality buffs, DSLR video is off the table. Crunchgear.com. Архів оригіналу за 24 листопада 2010. Процитовано 30 грудня 2010.
11. ↑  Canon EOS 5D MkII Full Preview. Процитовано 6 січня 2009.
12. ↑  Canon 5D Mark II Hands-on Preview. Процитовано 6 січня 2009.
13. ↑  Canon firmware update 2.0.4. Архів оригіналу за 27 березня 2010. Процитовано 15 березня 2010. [Архівовано 2010-03-27 у Wayback Machine.]
14. ↑  NBC's Saturday Night Live shoots opening title sequence in full 1080p HD video with Canon's EOS digital SLR cameras. Shoot. 11 листопада 2009. Процитовано 16 квітня 2010.
15. ↑  サカナクションからPerfumeまで。映像作家、関和亮の演出術 (яп.). WhiteScreen. 31 березня 2010. Архів оригіналу за 30 листопада 2016. Процитовано 21 квітня 2015.
16. ↑   (яп.). Japan Media Arts Plaza https://web.archive.org/web/20110706124054/http://plaza.bunka.go.jp/festival/2010/entertainment/arukuaround/. Архів оригіналу за 6 липня 2011. Процитовано 23 квітня 2015. {{cite web}}: Пропущений або порожній |title= (довідка)
17. ↑  'House' season finale filmed with Canon 5D Mark II. Процитовано 13 квітня 2010.
18. ↑  Canon 5D Mark II used to shoot entire House season finale, director says it's 'the future'. Процитовано 15 квітня 2010.
19. ↑  Bloom, Philip (19 квітня 2010). EXCLUSIVE: In depth interview with Greg Yaitanes, Executive Producer and Director of "House" Season Finale shot on Canon 5DmkII. Архів оригіналу за 22 квітня 2010. Процитовано 23 травня 2010.
20. ↑  Hart, Hugh (21 січня 2011). DIY Filmmakers Dig High-Def, Low-Cost DSLR Cameras. Wired. Процитовано 22 січня 2011.
21. ↑  Another BBC Series Shot On The Canon 5D Mk2. Процитовано 19 вересня 2010.
22. ↑  First UK Drama To Use Canon EOS 5D MkII As Main Camera. Архів оригіналу за 2 серпня 2010. Процитовано 19 вересня 2010.
23. ↑  The Suburbs Deluxe Edition CD-DVD.
24. ↑  Cameras of Hawaii Five-0. CBS. Процитовано 19 вересня 2010.
25. ↑  Behzat Ç. Yazan: Simto ALEV 15 Şub 2011 Tweet (15 лютого 2011). Behzat Ç. Simtoalev.com. Процитовано 29 жовтня 2011.
26. ↑  Garstone, Adam (2 серпня 2011). Dimensions (For The Price Of Batman's Cape). Definition. Процитовано 7 грудня 2018.
27. ↑  Ford, Rebecca (21 жовтня 2011). 'Avengers' D.P. Says He Did Not Use iPhone on the Film. The Hollywood Reporter.
28. ↑  RGV’s Department Movie Review | Deported from your senses to a world of Canon 5D-gone-crazy.
29. ↑  Canon EOS 5D Mark II DSLR Cameras Help Capture the Summer Animated Feature "ParaNorman" in 3D. 17 серпня 2012. Процитовано 9 травня 2017.
30. ↑  The Beauty of Noah Baumbach's Black-and-White New York: Using the Canon 5D to Capture 'Frances Ha' | Creative Planet Network. www.creativeplanetnetwork.com. Процитовано 26 травня 2016.
31. ↑  Dubai: Exclusive - On the sets of Tulu movie 'Nirel'
32. ↑  Sciretta, Peter (21 січня 2013). 'Escape From Tomorrow': A Feature Film Shot in Disney Theme Parks Without Disney's Permission [Sundance 2013 Review]. /Film. Процитовано 30 жовтня 2013.
33. ↑  President Obama's official portrait: the first ever taken with a digital camera. Engadget (амер.). Процитовано 9 листопада 2022.